# غلام محمد بازار (پلان)
غلام محمد بازار، روستایی در دهستان پلان بخش پلان شهرستان چابهار در استان سیستان و بلوچستان ایران است.

## جمعیت
بر پایه سرشماری عمومی نفوس و مسکن در سال ۱۳۹۵، جمعیت این روستا برابر با ۵۲۷ نفر (۱۰۹ خانوار) بوده‌است.